# بسام بدران
بسام بدران (1972م) هو باحث وأكاديمي لبناني، له العديد من الأبحاث العلمية، وحائز على عدد من الجوائز البحثية والأكاديمية، وقد عُيّن رئيسًا للجامعة اللبنانية منذ 12 تشرين الأول / أكتوبر 2021.

## سيرة
ولد بسام محمد بدران في بلدة الشياح (جبل لبنان) في 1 كانون الأول/ديسمبر 1972، وهو من بلدة كوثرية السياد (جنوب لبنان).
أكمل تعليمه في الجامعة اللبنانية في العام 1996م، وحاز دكتوراه في علم المناعة الجزيئية ودبلوم دراسات معمقة في علم الأحياء الجزيئي من جامعة بروكسل الحرة، وكان قد حاز ماستر في الكيمياء الحيوية من كلية العلوم في الجامعة اللبنانية.
شغل منصب عميد كلية العلوم في الجامعة اللبنانية منذ العام 2017 لحين تعيينه رئيسًا للجامعة. وأدار مختبر فحوصات كورونا في الكلية منذ العام 2020. وهو عضو في المكتب الاستشاري الإقليمي لتطوير السياسة البحثية في منطقة الشرق الأوسط وشمال أفريقيا ضمن Future Earth - MENA، كما أنه باحث ناشط لتنمية البحث العلمي وتبادل الخبرات مع عدد من الجامعات الأوروبية ضمن برامج مدعومة من الاتحاد الأوروبي والوكالة الجامعية للفرنكوفونية. وفي رصيده نحو تسعين بحثًا علميًّا منشورًا في مجلات علمية عالمية محكمة.

### الخبرة العملية
- 2003 - 2005: المتعاون العلمي (ULB) (مختبر أمراض الدم التجريبية)
- 2005 - 2009: زميل باحث (FNRS) (ULB) (مختبر أمراض الدم التجريبية)
- 2010 - 2015: مدير منصة البحث والتحليل في البيئة والعلوم؛ معهد الدكتوراه في العلوم والتكنولوجيا (الجامعة اللبنانية) منسق: ماجستير في علم المناعة، وماجستير في البيولوجيا الجزيئية، وماجستير في التشخيص الجزيئي وعلوم الطب الشرعي
- 2014: منسق اللجنة التوجيهية للبحث العلمي في كلية العلوم - الجامعة اللبنانية.[15][19][20]

## رئاسة الجامعة اللبنانية
عيّن مجلس الوزراء اللبناني في جلسته التي عقدها في قصر بعبدا بتاريخ 12 تشرين الأول 2021، البروفسور بسام بدران رئيسا للجامعة اللبنانية خلفا للبروفسور فؤاد أيوب. وصدر مرسوم تعيينه من رئاسة الجمهورية بموجب المرسوم رقم 8415/22 تشرين الأول 2021.

## جوائز وتكريم
حاز بدران عددًا من الجوائز العلمية العالمية والتكريم، منها:
- جائزة الأكاديمية الملكية البلجيكية في العام 2007
- جائزة أفضل عمل طبي من جامعة كامبريدج البريطانية في العام 2013
- جائزة التميز العلمي في الأمراض السرطانية من المجلس الوطني للبحوث العلمية (لبنان) في العام 2015.[16][26]

## روابط خارجية
- صفحته على google scholar
- صفحته في idref
- مقابلة رئيس الجامعة اللبنانية البروفسور بسام بدران ضمن برنامج "مشاكل وحلول" عبر شاشة تلفزيون لبنان
- Bassam Badran
- رئيس الجامعة اللبنانية بسام بدران يفتتح ثاني محطات المعرفة
- ad scientific index - bassam-badran